# Сборная России по дзюдо
Сборная России по дзюдо — главная команда, представляющая Россию на международных соревнованиях по дзюдо. Существует с 1992 года. На конец 2016 года приняла участие в 6 Олимпийских играх, 14 чемпионатах мира и 25 чемпионатах Европы, её представители 5 раза становились олимпийскими чемпионами, 11 раз серебряными и бронзовыми призёрами олимпиады, 7 раз чемпионами мира и 43 раза чемпионами Европы.

## Олимпийские чемпионы
Лондон 2012:
- Арсен Галстян (до 60 кг)
- Мансур Исаев (до 73 кг)
- Тагир Хайбулаев (до 100 кг)

Рио-де-Жанейро 2016:
- Беслан Мудранов (до 60 кг)
- Хасан Халмурзаев (до 81 кг)

Токио 2020:

## Главные тренеры сборной России
- Эцио Гамба (с 2008)